# Ianduba varia
Ianduba varia là một loài nhện trong họ Corinnidae.
Loài này thuộc chi Ianduba. Ianduba varia được Eugen von Keyserling miêu tả năm 1891.